# Toxorhina (Ceratocheilus) seychellarum seychellarum
Toxorhina (Ceratocheilus) seychellarum seychellarum is een ondersoort van de tweevleugelige Toxorhina (Ceratocheilus) seychellarum uit de familie steltmuggen (Limoniidae). De ondersoort komt voor in het Afrotropisch gebied.